# Fuchsia campos-portoi
Fuchsia campos-portoi är en dunörtsväxtart som beskrevs av Pilger och G. K. Schulze. Fuchsia campos-portoi ingår i släktet fuchsior, och familjen dunörtsväxter. Inga underarter finns listade i Catalogue of Life.